# 肾叶蒲儿根
肾叶蒲儿根（学名：Sinosenecio homogyniphyllus）是菊科蒲儿根属的植物，是中国的特有植物。分布在中国大陆的四川等地，生长于海拔1,300米至2,900米的地区，多生在岩石上、阴湿处及林下，目前尚未由人工引种栽培。

## 异名
- Senecio homogyniphyllus Cumm.